# 히어로 써클
《히어로 써클》(영어: Hero Circle 히어로 서클[*])은 대한민국의 애니메이션이다. 대한민국의 스튜디오 티앤티에서 제작되었으며, 한국교육방송공사의 제작 지원을 받았다. 시즌 1은 2020년 6월 29일부터 9월 22일까지 매주 월/화요일 저녁 5시 45분에 EBS 1TV에서 방송되었다가, 시즌 2는 2022년 6월 29일부터 매주 수요일 저녁 7시에 방송되었다가, EBS 가을 개편으로 인해 9월 21일까지 매주 수요일 저녁 5시 30분에 방송되었다.

## 목소리 출연
- 조현정: 태오
- 여민정: 세나
- 양정화: 빈센트, 제니퍼
- 전해리: 럭키, 도일
- 김은아: 디노, 보니
- 엄상현: 캣촙, 카우맨, 뱀파이어, 하수구 괴물, 과학부원, 오컬, 럭키 아빠, 밴드 부원
- 박주광: 바우슈타인, 컴퓨터부 부장, 하수구 괴물, 킨
- 신용우: 블라드
- 김명준: 마빈
- 천지선: 치어리더 부원, 만화 부원, 컴퓨터 부원
- 장예나: 데비, 튜버, 머피
- 전태열: 테슬리, 파파캣, 컬트, 티치, 밴드 부원
- 유보라: 칼라
- 이보용: 미티
- 이지현: 리리스
- 김채하: 유진(게임부장)
- 김아롱: 치어리더 부원
- 이상준: 흡혈귀 사냥꾼, 밴드 부원

## 스태프
- 책임 프로듀서: 안소진
- 프로듀서: 이민수
- 총괄 프로듀서: 이호진
- 총감독: 한수연
- 기획: 이호진, 한수연
- 라인 프로듀서: 임선민
- 기획 프로듀서: Antony Gusscott
- 시나리오: 이호진, 한수연
- 조연출: 이수진, 이한솔, 태예솜
- 스토리보드: 임경원, 박정훈, 최화신
- 아트디렉터: 창지웅
- 컬러 디자인: Gael Becu
- 캐릭터 / 배경 디자인: 이유진, 장동은
- 해외사업: 이재영
- 애니메이션: 윤창대, 하태경
- 애니메이션 외부제작
  - 스튜디오 노드: 손상철, 정영미, 황인철
  - WP Animation: Wilmor Z. Perico
- 음악: 김정아(사운즈쿨)
- 오프닝 / 엔딩곡 작곡: 김정아, 윤주현
- 오프닝 / 엔딩곡 작사: 이호진, 한수연
- BGM: 김정아, 박진현, 윤주현, 최창국
- 오프닝곡 노래: 장예나, 도우미
- 엔딩곡 노래: 이일송
- 기타: 서유원, 고태영
- 음향효과: 양성규 (라퓨타 뮤직)
- 녹음 / 믹싱: 강희중, 부유정 (POPES)
- 음향 감독 / 기술 감독: 정민희
- 연출: 전경진
- 제작지원: 한국콘텐츠진흥원, 방송통신위원회, 방송통신발전기금
- 기획: EBS
- 제작: EBS / Studio TNT

## 방영 목록

### 시즌 1
| 회차       | 제목                            | 방송 일자                      |
| ---------- | ------------------------------- | ------------------------------ |
| 1화        | 인터넷 스타영웅 카우맨          | 2020년 6월 29일2020년 6월 30일 |
| 2화        | 데비의 정원출동! 로봇           | 2020년 7월 6일2020년 7월 7일   |
| 3화        | 미확인 비행물체괴수 햄콩이      | 2020년 7월 13일2020년 7월 14일 |
| 4화        | 뱀파이어 헌터포츈스톤           | 2020년 7월 20일2020년 7월 21일 |
| 5화        | 해체위기 밴드부용기있는 고백    | 2020년 7월 27일2020년 7월 28일 |
| 6화        | 추적, 무단결석바우주니어의 일탈 | 2020년 8월 3일2020년 8월 4일   |
| 7화        | 고장난 휴대폰약탈자 티치        | 2020년 8월 10일2020년 8월 11일 |
| 8화        | 미궁탐험문라이트 파티           | 2020년 8월 17일2020년 8월 18일 |
| 9화        | 디노의 라이벌명탐정 도일        | 2020년 8월 24일2020년 8월 25일 |
| 10화       | 칼라미티 시스터즈학교괴담       | 2020년 8월 31일2020년 9월 1일  |
| 11화       | 마계 공주 리리스사라진 럭키     | 2020년 9월 7일2020년 9월 8일   |
| 12화       | 천상의 간식게임 속 세상         | 2020년 9월 14일2020년 9월 15일 |
| 최종화(13) | 교내 피구대회                   | 2020년 9월 21일2020년 9월 22일 |

### 시즌 2
| 회차       | 제목                             | 방송 일자       |
| ---------- | -------------------------------- | --------------- |
| 1화        | 결성, 히어로 서클저주받은 소파   | 2022년 6월 29일 |
| 2화        | 태오, 뱀파이어 위기신문부 등장   | 2022년 7월 6일  |
| 3화        | 게임대회급식부 파업              | 2022년 7월 13일 |
| 4화        | 파이팅, 치어리더부핼러윈 대소동  | 2022년 7월 20일 |
| 5화        | 선생님이 이상하셔뒤바뀐 초능력   | 2022년 7월 27일 |
| 6화        | 납치당하신 선생님신비동물 사육부 | 2022년 8월 3일  |
| 7화        | 전학생 리리스칼라의 부탁         | 2022년 8월 10일 |
| 8화        | 연극부 오디션격전재판            | 2022년 8월 17일 |
| 9화        | 마빈의 비밀작전헌터가문의 수장   | 2022년 8월 24일 |
| 10화       | 도서부장의 고민디노의 결심       | 2022년 8월 31일 |
| 11화       | 포포스쿨의 비밀초능력 과부하     | 2022년 9월 7일  |
| 12화       | 타임머신시저스쿨 육상대회        | 2022년 9월 14일 |
| 최종화(13) | 포포스쿨의 위기                  | 2022년 9월 21일 |

## 게임
히어로 써클 런(영어: Hero Circle Run)은 스튜디오 티앤티가 개발하고 출시한 플랫폼 게임이다.

## 같이 보기
- 코미디 애니메이션
- 어드벤처 애니메이션

## 동일 소재 프로그램
- 해피선데이 (KBS 예능본부 제작)
- 감성다큐 미지수 (KBS 2TV)
- 자이언트 펭TV (EBS 1TV)
- MBC 뉴스특보 (MBC 보도본부 제작)
- 실화탐사대 (MBC TV)
- SBS 뉴스특보, 그것이 알고싶다, 궁금한 이야기 Y, 신발 벗고 돌싱포맨, SBS 뉴스 이슈진단 (SBS TV)
- MBN 뉴스특보 (MBN)
- 이것은 실화다 (TV조선)
- 천일야사, 채널A 뉴스특보 (채널A)
- YTN 뉴스특보 (YTN)
- 연합뉴스TV 뉴스특보 (연합뉴스TV)
- 아르곤 (tvN)
- 진격의 언니들 (채널S)
- 지금은 라디오 시대, 손에 잡히는 경제, 문화야 놀자, 출발 주말세상 차미연입니다, 모두의 퀴즈생활 서유리입니다, 주말엔 나비인가봐, 마음연구소 (MBC 표준FM)
- 라디오 고해소 비밀번호 1053 (cpbc FM)

### 내용주
1. ↑  외래어 표기법상 '히어로 서클'이 맞음.